# Санкт-Петербургская провинция
Са́нкт-Петербу́ргская прови́нция — одна из провинций Российской империи. Центр — город Санкт-Петербург.
Санкт-Петербургская провинция была образована в составе Санкт-Петербургской губернии по указу Петра I «Об устройстве губерний и об определении в оныя правителей» в 1719 году. В состав провинции были включены города Санкт-Петербург (с островом Котлин и Шлиссельбургом), Копорье и Ямбург. По ревизии 1710 года в провинции насчитывалось 4,1 тыс. крестьянских дворов.
В 1744 году Санкт-Петербургская губерния лишилась нескольких провинций и в её составе осталась лишь одна Санкт-Петербургская провинция. В том же году провинция была упразднена.